# Haltepunkt Langenfeld-Berghausen
Der Haltepunkt Langenfeld (Rheinl)-Berghausen ist einer von zwei Bahnhöfen mit Personenverkehr in der Stadt Langenfeld in Nordrhein-Westfalen und Station der S-Bahn Rhein-Ruhr. Der Haltepunkt erschließt zusätzlich noch den Monheimer Stadtteil Baumberg, welcher westlich des Haltepunktes liegt.

## Lage und Aufbau
Der Haltepunkt Langenfeld-Berghausen liegt etwa 16 Kilometer südlich des Düsseldorfer Hauptbahnhofs. Er befindet sich an der Bahnstrecke Köln–Duisburg und gehört zur Preisklasse 5. Er liegt im Osten des Stadtteils Langenfeld-Berghausen. Er befindet sich in Tieflage unterhalb der Berghausener Straße.
Er besitzt einen Mittelbahnsteig mit zwei Treppen zur Überführung der Berghausener Straße.

## Geschichte
Der Haltepunkt Langenfeld-Berghausen wurde 1971/72 an der Bahnstrecke Köln–Duisburg eröffnet, um zusätzlich den Norden Langenfelds und Monheims zu erschließen.

## Bedienung
Zurzeit wird der Bahnhof von zwei Linien der S-Bahn und drei Buslinien angefahren.
| Linie | Linienverlauf | Takt |
| ----- | --- | --- |
| S 6   | Essen Hbf – Essen Süd – E-Stadtwald – E-Hügel – E-Werden – Kettwig – Kettwig Stausee – Hösel – Ratingen Ost – D-Rath – D-Rath Mitte – D-Derendorf – D-Zoo – D-Wehrhahn – Düsseldorf Hbf – D-Volksgarten – D-Oberbilk – D-Eller Süd – D-Reisholz – D-Benrath – D-Garath – D-Hellerhof – Langenfeld-Berghausen – Langenfeld (Rheinland) – Lev.-Rheindorf – Lev.-Küppersteg – Leverkusen Mitte – Lev.-Chempark – K-Stammheim – K-Mülheim – K-Buchforst – K-Messe/Deutz – Köln Hbf – K-Hansaring – K-Nippes (– K-Geldernstr./Parkgürtel – K-Longerich – K-Volkhovener Weg – K-Chorweiler – K-Chorweiler Nord – K-Blumenberg – K-Worringen) Stand: Fahrplanwechsel Dezember 2023 | 20 min (werktags) 30 min (sonn-/feiertags, Essen–Düsseldorf auch samstags) Nippes–Worringen nur werktags 5–20 Uhr und sonn-/feiertags 11–21 Uhr |
| S 68  | W-Vohwinkel – Haan-Gruiten – Hochdahl-Millrath – Hochdahl – Erkrath – D-Gerresheim – D-Flingern – Düsseldorf Hbf – D-Volksgarten – D-Oberbilk – D-Eller Süd – D-Reisholz – D-Benrath – D-Garath – D-Hellerhof – Langenfeld-Berghausen – Langenfeld (Rheinland) Stand: Fahrplanwechsel Dezember 2023 | 20 min (nur zur HVZ) |
| 777   | Langenfeld – Langenfeld-Berghausen – Monheim, Busbahnhof | |
| 787   | Langenfeld, Carl-Leverkus-Straße – Langenfeld-Berghausen – Langenfeld, Karl-Benz-Str. | |
| SB 78 | Langenfeld-Berghausen – Monheim, Hochschule | |